# عبد الحفيظ بن شبلة
عبد الحفيظ بن شبلة (من مواليد 26 سبتمبر 1986 في زموري) هو ملاكم الجزائري. ومثل الجزائر في أولمبياد بكين، الصين، وتعد بطولة العالم الحالية لبطل الملاكمة للوزن الثقيل الخفيف.

دخول الوفد الجزائري في حفل الافتتاح بأولمبياد لندن يتقدمهم عبد الحفيظ بن شبلة رافع العلم

| سبقه سليم إيلاس 8 أوت 2008 أولمبياد بكين | حامل الراية الجزائرية في الاولمبياد 27 جويلية 2012 أولمبياد لندن 2012 | تبعه لم يأتِ بعد أولمبياد ريو |

## روابط خارجية
- عبد الحفيظ بن شبلة على موقع اللجنة الأولمبية الدولية (الإنجليزية)
- عبد الحفيظ بن شبلة على موقع أوليمبيديا (الإنجليزية)